# Ugo
Ugo (japanska: 羽後町?, Ugo-machi) är en landskommun (köping) i Akita prefektur i Japan.  